# Красная звезда (газета)
«Кра́сная звезда́» — советская центральная (всесоюзная), а затем всероссийская газета.
Орган Вооружённых сил Российской Федерации (с 10 января 2018 года). До этой даты несколько десятилетий была Центральным печатным органом Министерства обороны Российской Федерации (Минобороны России) и Министерства обороны СССР (МО СССР).

## История

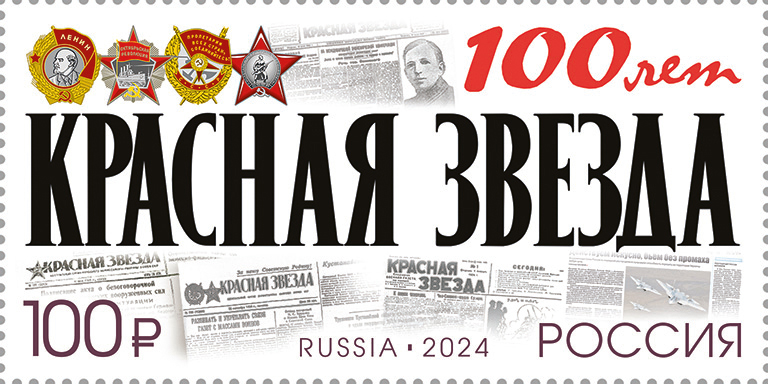
Почтовая марка, 2024 год. 100 лет газете «Красная звезда»

Газета «Красная звезда» создана по решению Политбюро ЦК РКП(б) от 29 ноября 1923 года как центральный печатный орган Народного комиссариата по военным и морским делам СССР (в последующем — Министерства обороны СССР). Первый номер вышел 1 января 1924 года.
В период Великой Отечественной войны «Красная звезда» стала одной из ведущих общенациональных газет. В редакции трудились такие писатели и публицисты, как М. А. Шолохов, А. Н. Толстой, В. В. Вишневский, К. М. Симонов, А. П. Платонов, В. С. Гроссман.
В 1955—1985 годах главный редактор газеты — генерал-лейтенант Н. И. Макеев, в 1985—1992 годах — генерал-лейтенант И. М. Панов.
Весной 1992 года с созданием Министерства обороны Российской Федерации «Красная звезда» стала его центральным печатным органом. 30 июня 1992 года газета была зарегистрирована в Министерстве печати информации России как общероссийское печатное издание, учредителем которого является военное ведомство. С 1992 по 1998 года главный редактор капитан 1-го ранга Чупахин Владимир Леонидович.
«Красная звезда» выходила три раза в неделю — в понедельник, среду и пятницу на 12 полосах формата D2. С 1 июля 2024 года выходит в ежедневном формате 5 раз в неделю, с понедельника по пятницу.
Газета печатается в Москве (на полиграфической базе АО «Красная звезда»), а также в трёх городах России (Санкт-Петербург, Симферополь и Хабаровск).
Тираж издания: 27 600 экз.
С августа 1998 года главный редактор газеты «Красная звезда» — полковник Ефимов Николай Николаевич.
С 1 января 2018 года в Минобороны России создано новое объединение военной печати: Федеральное государственное бюджетное учреждение «Редакционно-издательский центр „Красная звезда“», в который вошли газета «Красная звезда» и журналы Минобороны России.
Возглавил вновь созданное ФГБУ бывший начальник РИЦ Минобороны России полковник в отставке Марков Александр Николаевич. При этом полковник Ефимов Николай Николаевич сохранил должность главного редактора газеты «Красная звезда».
Девиз газеты — «Мы храним тебя, Россия!»

## Главные редакторы
- 1924 Антонов-Овсеенко, Владимир Александрович,
- 1924—1929 Бубнов, Андрей Сергеевич
- 1929—1930 Гамарник, Ян Борисович
- 1930—1937 Ланда, Михаил Маркович
- 1937—1940 Барандов, Григорий Васильевич, полковой комиссар
- 1940—1941 Болтин, Евгений Арсеньевич
- 1941 Богаткин, Владимир Николаевич
- 1941—1943 Ортенберг, Давид Иосифович
- 1943—1945 Таленский, Николай Александрович
- 1945—1949 Фомиченко, Илларион Яковлевич
- 1949−1953 Московский, Василий Петрович
- 1953—1954 Штырляев, Владимир Иванович, генерал-майор.
- 1955—1985 Макеев, Николай Иванович
- 1985—1992 Панов, Иван Митрофанович
- 1992—1998 Чупахин, Владимир Леонидович, капитан 1 ранга
- с 1998 Ефимов, Николай Николаевич, полковник

## Инциденты
Николай Сванидзе отмечал, что после того, как «Красная звезда» прозвала Маргарет Тэтчер «железной леди», та пошла на выборы в 1979 году (на которых станет премьером) с этим титулом: «Русские прозвали меня «железной леди». Они правы. Англии нужна железная леди».
В 2008 году сообщалось, что на сайте «Красной звезды» было вначале отредактировано, а затем удалено интервью капитана Сидристого о вторжении российских войск в Южную Осетию 7 августа, до ответного вторжения Грузии.

## Санкции
23 февраля 2024 года ФГБУ «РИЦ «Красная звезда» и редакция газеты «Красная звезда» включены в санкционный список Канады против организаций, связанных с военно-промышленным комплексом.

## Награды
- Орден Красной Звезды (1933),
- Орден Красного Знамени (1945),
- Орден Ленина (1965),
- Орден Октябрьской революции (1974).